# 薔薇の素顔
『薔薇の素顔』（ばらのすがお、原題: Color of Night）は、1994年に公開されたアメリカ映画。

## 概要
過去にトラウマを持つ精神分析医と、様々な精神障害を持つ患者たちが、殺人事件に巻き込まれていく様を描いたサスペンス映画。
公開当時、ブルース・ウィリスとジェーン・マーチの濃厚なラブシーンが話題になった。あまりにそのシーンが過激だったために、劇場公開時は多くのシーンがカットされてしまった。そのカットされたシーンは、VHSやDVDなどの映像ソフトで観ることができるが、現在日本ではどちらも絶版になっている。
役者陣の体当たりな演技にも関わらず、観客からの評価は乏しいもので、その年のゴールデンラズベリー賞のほとんどの部門にノミネートしてしまい、その内「最低作品賞」を受賞してしまった。

## ストーリー
ニューヨークに住む精神分析医ビル・キャパは、自分の目の前で患者が飛び降り自殺をしたトラウマから、赤色を見ると拒絶反応を示すようになってしまった。そんな自分に疲れ果てたキャパは、ロサンゼルスに住む友人のボブの元を訪れる。同じ精神分析医であるボブは、毎週5人の患者を相手に集団セラピーを行っている優秀な医師であり、キャパは彼の手助けが欲しかったのだ。だが、ボブはキャパに対して驚くべきことを口にする。なんと「患者の一人が自分の殺害を企てている」と言うのだ。これを聞いたキャパはにわかに信じられなかったが、数日後ボブは実際に何者かに殺害されてしまう。ショックを受けるキャパだったが、そんな彼の前にローズと名乗る美女が現れる。

## 登場人物
ビル・キャパ
演 - ブルース・ウィリス
精神分析医。患者が飛び降り自殺をしたことでトラウマを抱えている。このことから赤い血の色に拒絶反応を示す「心因性色盲」と診断される。
ローズ
演 - ジェーン・マーチ
謎めいた美女。テールとリッチーのきょうだい。明るい性格だが多重人格者で作中では事情から男装してリッチーとしても振舞っている。またボニーとして別人を装い、ローズとは違う人間関係も築いている。
マルティネス
演 - ルーベン・ブラデス
ロス市警の刑事。少々、横柄。
ソンドラ
演 - レスリー・アン・ウォーレン
セックス依存症の女性。窃盗癖もあり情緒不安定でもある。父を刺した過去がある。バイセクシャルでボニーというガールフレンドがいる（先述のとおり正体はローズ）。
ボブ・ムーア
演 - スコット・バクラ
キャパの友人。精神分析医。キャパとはライバルでもあった。患者に脅されていたようで警戒していた矢先で何者かに殺害される。
クラーク
演 - ブラッド・ドゥーリフ
弁護士。潔癖症で偏執。離婚歴あり。
バック
演 - ランス・ヘンリクセン
妻子を強盗に殺された過去を持つ。
ケイシー
演 - ケヴィン・J・オコナー
画家。被害妄想癖がある。放火歴がある。何者かに殺害される。
デール・デクスター
演 - アンドリュー・ロウリー
リッチーの兄。
アンダーソン
演 - エリク・ラ・サル
マルティネスの部下。
ラリー・アシュランド
演 - ジェフ・コーリー
医師。
ミッシェル
演 - キャスリーン・ウィルホイト
キャパの患者。自殺しようとする癖があり、実際に飛び降りて死亡してしまった。
イーディス・ニーデルマイヤー
演 - シャーリー・ナイト
医師。児童心理学者。デクスターきょうだいの担当でもあった。現在は消息不明だが逝去していたことが後に判明した。妻がいるが主人の事件に関しては聞かれても一切触れようとしなかった。
リッチー
演 - ジェーン・マーチ
自閉と失語と対人恐怖の各症状を持つ少年。ローズとデールの兄弟。実は故人であり作中にいるリッチーは事情から男装したローズ。

## キャスト
| 役名                         | 俳優                       | 日本語吹替                                          | 日本語吹替                          |
| 役名                         | 俳優                       | ソフト版                                            | テレビ東京版                        |
| ---------------------------- | -------------------------- | --------------------------------------------------- | ----------------------------------- |
| ビル・キャパ                 | ブルース・ウィリス         | 野沢那智                                            | 山路和弘                            |
| ローズ / リッチー            | ジェーン・マーチ           | 深見梨加                                            | 冬馬由美                            |
| マルティネス                 | ルーベン・ブラデス         | 増岡弘                                              | 池田勝                              |
| ソンドラ                     | レスリー・アン・ウォーレン | 沢田敏子                                            | 水谷優子                            |
| ボブ・ムーア                 | スコット・バクラ           | 小島敏彦                                            | 大塚芳忠                            |
| クラーク                     | ブラッド・ドゥーリフ       | 牛山茂                                              | 谷口節                              |
| バック                       | ランス・ヘンリクセン       | 糸博                                                | 小川真司                            |
| ケイシー                     | ケヴィン・J・オコナー      | 田中正彦                                            | 檀臣幸                              |
| デール・デクスター           | アンドリュー・ロウリー     |                                                     |                                     |
| アンダーソン                 | エリク・ラ・サル           | 福田信昭                                            |                                     |
| ラリー・アシュランド医師     | ジェフ・コーリー           | 筈見純                                              |                                     |
| ミッシェル                   | キャスリーン・ウィルホイト | さとうあい                                          |                                     |
| イーディス・ニーデルマイヤー | シャーリー・ナイト         |                                                     |                                     |
| その他                       | N/A                        | 石田彰 佐藤ユリ 磯部弘 大黒和広 竹口安芸子 増谷康紀 | 成田剣 宮寺智子 さとうあい 中田和宏 |
| 日本語版制作スタッフ         |                            |                                                     |                                     |
| 演出                         | 演出                       | 福永莞爾                                            | 向山宏志                            |
| 翻訳                         | 翻訳                       | 高橋京子                                            | 宮川桜子                            |
| 調整                         | 調整                       | 田中一也                                            | 佃安夫                              |
| 効果                         | 効果                       |                                                     | リレーション                        |
| 担当                         | 担当                       | 吉富孝明                                            | 市来満                              |
| 配給                         | 配給                       |                                                     | 東宝東和                            |
| プロデューサー               | プロデューサー             |                                                     | 深澤幹彦 久保一郎                   |
| 制作                         | 制作                       | ニュージャパンフィルム                              | ニュージャパンフィルム              |
| 初回放送                     | 初回放送                   |                                                     | 2001年5月24日 『木曜洋画劇場』      |

## スタッフ
- 監督：リチャード・ラッシュ
- 製作：バズ・フェイトシャンズ、デヴィッド・マタロン
- 製作総指揮：アンドリュー・G・ヴァイナ
- 脚本：マシュー・チャップマン、ビリー・レイ
- 原案：ビリー・レイ
- 撮影：ディートリッヒ・ローマン
- 音楽：ドミニク・フロンティア

## 受賞・ノミネート
- 第15回ゴールデンラズベリー賞
  - 受賞：最低作品賞
  - ノミネート：最低男優賞 - ブルース・ウィリス
  - ノミネート：最低女優賞 - ジェーン・マーチ
  - ノミネート：最低助演男優賞 - リッチー役のジェーン・マーチ
  - ノミネート：最低助演女優賞 - レスリー・アン・ウォーレン
  - ノミネート：最低スクリーンカップル賞 - みんなで演じた多重人格障害
  - ノミネート：最低監督賞 - リチャード・ラッシュ
  - ノミネート：最低脚本賞 - マシュー・チャップマン、ビリー・レイ
  - ノミネート：最低主題歌賞 - "The Color of The Night"

- 第17回スティンカーズ最悪映画賞
  - 受賞：最悪男優賞 - ブルース・ウィリス
  - ノミネート：最悪女優賞 - ジェーン・マーチ